# Xigazê
| Tibetische Bezeichnung                                                                      |
| ------------------------------------------------------------------------------------------- |
| Tibetische Schrift: གཞིས་ཀ་རྩེ་                                                                |
| Wylie-Transliteration: gzhis ka rtse                                                        |
| Aussprache in IPA: [ɕìːkəʦe]                                                                |
| Offizielle Transkription der VRCh: Xigazê                                                   |
| THDL-Transkription: Zhikatsé                                                                |
| Andere Schreibweisen: Shigatse, Shikatse, Schigatse, Schigatze, Digardschi, Dschigatzi etc. |
| Chinesische Bezeichnung                                                                     |
| Traditionell: 日喀則                                                                        |
| Vereinfacht: 日喀则                                                                         |
| Pinyin:Rìkāzé                                                                               |

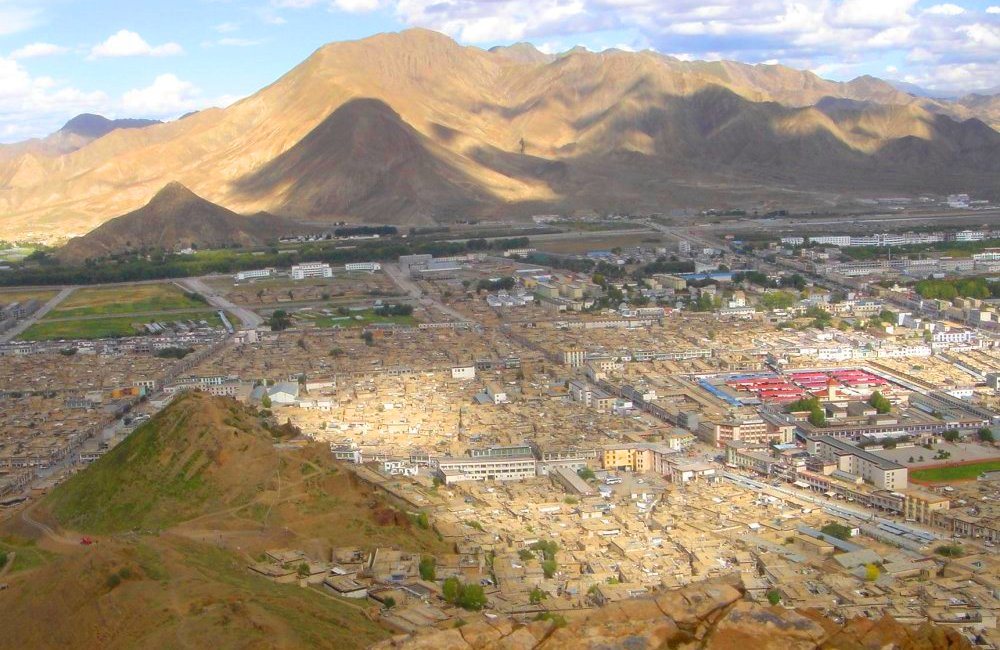
Blick auf Xigazê

Xigazê (Shigatse) ist seit dem 26. Juni 2014 neben Lhasa die zweite bezirksfreie Stadt im Autonomen Gebiet Tibet der Volksrepublik China. Sie ging aus dem ehemaligen Regierungsbezirk Xigazê hervor.

## Bezeichnung

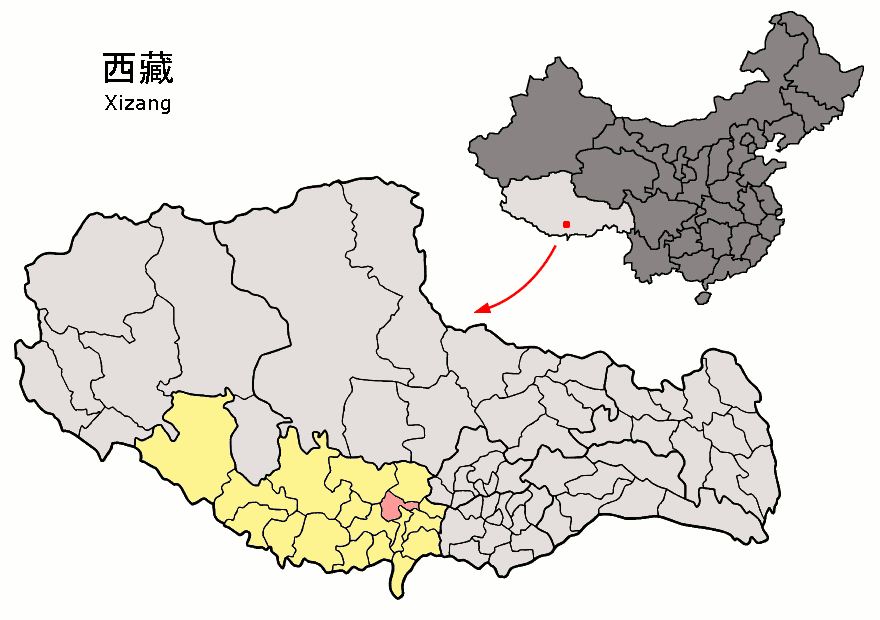
Lage der Stadt Xigazê (gelb) in Tibet (hellgrau)

Xigazê bildet im Wesentlichen den Raum ab, der im traditionellen Tibet die Kulturprovinz oder Region Tsang (tib.: gtsang) ausmachte. Von diesem Namen leitet sich die chinesische Bezeichnung für die Tibeter generell ab: „Zang“. Gemeinsam mit der zentralen Kulturprovinz Ü (tib.: dbus) um die Hauptstadt Lhasa wurde im alten China seit Jahrhunderten mit 'Wusi-Zang' (Hanyu Pinyin für tib.: dbus gtsang) bzw. später 'Wei-Zang' (für Ü-Tsang) auf Zentraltibet verwiesen. Dabei spiegeln die verschiedenen Aussprachen Lautverschiebungen wider, die im Tibetischen in den letzten 600 Jahren stattfanden. Geblieben ist die Bezeichnung 'Zang' sowohl für die Tibeter im Allgemeinen als auch für das von Xigazê aus verwaltete westliche Zentraltibet. Für das Autonome Gebiet Tibet ist im Chinesischen die ebenfalls davon abgeleitete Bezeichnung Xizang gültig.

## Geographie
Die Stadt Xigazê liegt im Südwesten des Autonomen Gebiets Tibet in der Volksrepublik China. Ihr Regierungssitz liegt im Stadtbezirk Samzhubzê.
Mit 17 Kreisen und einem Stadtbezirk hat Xigazê eine Fläche von 181.345 km² und 798.153 Einwohner (Stand: Zensus 2020).
In Xigazê ist vor allem in den Tälern um den Hauptfluss Yarlung Zangbo (Yarlung Tsangpo) Landwirtschaft möglich. Dort werden vor allem Hochlandgerste und Weizen, aber auch Kartoffeln und Raps angebaut. In weiten Gebieten im Norden und Westen der Stadt kann ausschließlich die nomadische Weidewirtschaft eine Lebensgrundlage bieten, wobei vor allem Yaks, in trockeneren Zonen im Westen aber auch Schafe und Ziegen gehalten werden. Traditionell spielte der Handel in den Zentren der Region, Samzhubzê und Gyangzê, eine große Rolle.

## Kloster Trashilhünpo
Im Westen der Stadt liegt die große Klosteranlage von Trashilhünpo, die während der Kulturrevolution zerstört und ab den 80er Jahren langsam wieder aufgebaut wurde.

## Administrative Gliederung der Stadt Xigazê
Auf Kreisebene setzt sich Xigazê aus einem Stadtbezirk und 17 Kreisen zusammen. Diese sind:
| Name                  | Tibetisch      | Wylie                    | Chinesisch | Pinyin          | Fläche     | Einwohnerzahl (Stand: Zensus 2020) |
| --------------------- | -------------- | ------------------------ | ---------- | --------------- | ---------- | ---------------------------------- |
| Stadtbezirk Samzhubzê | བསམ་འགྲུབ་རྩེ་ཆུས།  | bsam 'grub rtse          | 桑珠孜区   | Sāngzhūzī Qū    | 3.672 km²  | 158.290                            |
| Kreis Namling         | རྣམ་གླིང་རྫོང་      | rnam gling rdzong        | 南木林县   | Nánmùlín Xiàn   | 8.120 km²  | 83.531                             |
| Kreis Gyangzê         | རྒྱལ་རྩེ་རྫོང་       | rgyal rtse rdzong        | 江孜县     | Jiāngzī Xiàn    | 3.838 km²  | 68.650                             |
| Kreis Tingri          | དིང་རི་རྫོང་       | ding ri rdzong           | 定日县     | Dìngrì Xiàn     | 13.840 km² | 58.173                             |
| Kreis Sa’gya          | ས་སྐྱ་རྫོང་        | sa skya rdzong           | 萨迦县     | Sàjiā Xiàn      | 5.759 km²  | 48.766                             |
| Kreis Lhazê           | ལྷ་རྩེ་རྫོང་        | lha rtse rdzong          | 拉孜县     | Lāzī Xiàn       | 4.495 km²  | 56.355                             |
| Kreis Ngamring        | ངམ་རིང་རྫོང་      | ngam ring rdzong         | 昂仁县     | Ángrén Xiàn     | 27.487 km² | 55.108                             |
| Kreis Xaitongmoin     | བཞད་མཐོང་སྨོན་རྫོང་ | bzhad mthong smon rdzong | 谢通门县   | Xiètōngmén Xiàn | 14.004 km² | 45.573                             |
| Kreis Bainang         | པ་སྣམ་རྫོང་       | pa snam rdzong           | 白朗县     | Báilǎng Xiàn    | 2.801 km²  | 44.564                             |
| Kreis Rinbung         | རིན་སྤུངས་རྫོང་     | rin spungs rdzong        | 仁布县     | Rénbù Xiàn      | 2.121 km²  | 33.530                             |
| Kreis Kangmar         | ཁང་དམར་རྫོང་     | khang dmar rdzong        | 康马县     | Kāngmǎ Xiàn     | 6.125 km²  | 20.864                             |
| Kreis Dinggyê         | གདིང་སྐྱེས་རྫོང་     | gding skyes rdzong       | 定结县     | Dìngjié Xiàn    | 5.813 km²  | 20.362                             |
| Kreis Zhongba         | འབྲོང་པ་རྫོང་      | 'brong pa rdzong         | 仲巴县     | Zhòngbā Xiàn    | 43.498 km² | 26.897                             |
| Kreis Yadong          | གྲོ་མོ་རྫོང་        | gro mo rdzong            | 亚东县     | Yàdōng Xiàn     | 3.633 km²  | 15.449                             |
| Kreis Gyirong         | སྐྱིད་གྲོང་རྫོང་      | skyid grong rdzong       | 吉隆县     | Jílóng Xiàn     | 9.021 km²  | 17.536                             |
| Kreis Nyalam          | གཉའ་ལམ་རྫོང་     | gnya' lam rdzong         | 聂拉木县   | Nièlāmù Xiàn    | 7.843 km²  | 17.009                             |
| Kreis Saga            | ས་དགའ་རྫོང་      | sa dga' rdzong           | 萨嘎县     | Sàgā Xiàn       | 12.413 km² | 16.220                             |
| Kreis Gamba           | གམ་པ་རྫོང་       | gam pa rdzong            | 岗巴县     | Gǎngbā Xiàn     | 3.921 km²  | 11.276                             |

## Verkehr
Die Verlängerung der Lhasa-Bahn von Lhasa nach Xigazê ist seit dem 15. August 2014 in Betrieb. Sie hat den Namen Lhasa–Xigazê-Bahn oder kurz Lari-Bahn (Kurzzeichen: 拉日铁路; Pinyin: Lārì Tiělù; tibetisch: lha gzhis lcags lam ལྷ་གཞིས་ལྕགས་ལམ་). Die Bahn fährt durch 29 Tunnel, darunter einen 10.410 Meter langen Tunnel auf 3.850 Meter Höhe. Aufgrund der Höhe wird die Bahntrasse von chinesischen Medien auch Himmelsbahn (天路 Tiānlù) genannt.